# Curci (proscrit per Sul·la)
Curci (en llatí: Curtius) va ser un cavaller romà del segle i aC que probablement formava part de la gens Cúrcia.
Era un acusador i va ser proscrit per Sul·la. Va ser executat per Màrius a la rodalia del llac Servili. Probablement va ser el pare de Gai Curci.